# Všechlapy (Benešov)
Všechlapy é uma comuna checa localizada na região da Boêmia Central, distrito de Benešov.